# イヴェッチ・サンガロ
イヴェッチ・マリア・ディアス・デ・サンガロ・カディ（ポルトガル語:Ivete Maria Dias de Sangalo Cady、1972年5月27日 - ）はブラジルの歌手、ソングライター、女優、テレビ番組司会者。ブラジルのバイーア州ジュアゼイロ（Juazeiro）出身。グラミー・ラテン賞も受賞した。音楽のジャンルはアシェ、MPB、ポップ・ミュージックなど。バンドバンダ・エヴァ（Banda Eva）と6枚、ソロで7枚以上のアルバムを発売し、その力強い歌唱力とカリスマ性、ライブでのパフォーマンスで知られる、ブラジルの代表的な女性歌手。イヴェッチ・サンガロはポルトガルなどでも人気がある。日本語ではイヴェチ・サンガロ、イヴェーチ・サンガロ、イヴェーテ・サンガロなどの表記もある。

## 人物

### 出自から初期キャリア
イヴェッチ・サンガロはバイーア州ジュアゼイロで生まれ、幼少時代を過ごした。歌手としては学校のイベントで歌ったのが始まりで、その後バーなどで歌うようになった。やがて、イヴェッチは周囲から注目を集めるようになり、ソニー・ミュージックと契約した。
1993年、ソニー・ミュージックはアシェのグループ、バンダ・エヴァの改造を行い、イヴェッチ・サンガロはそのリード・ヴォーカルとして起用された。イヴェッチのカリスマ的イメージにより、初のアルバム『Banda Eva』はブラジルのアルバム・チャートの首位を記録する売り上げとなった。イヴェッチとバンダ・エヴァのライブ・アルバム『Banda Eva Ao Vivo』は100万枚を超える売り上げとなり、バンダ・エヴァのアルバムとしては最もよく売れた。
1997年、イヴェッチ・サンガロはソロとして独立し、1999年にはセルフ・タイトルのアルバム『Ivete Sangalo』を発売した。バイーア的なアップ・テンポのリズムとアシェの楽曲を多く収録したこのアルバムは、まもなくブラジルにおいてゴールド、そしてプラチナ・アルバムとなった。翌1998年にはソロ2枚目となる『Beat Beleza』を発表、これもまたプラチナとなった。
2001年、3枚目のアルバム『Festa』に収録の同タイトルのシングルが大ヒットとなり、このアルバムもブラジルにおいてプラチナ・アルバムとなった。「Festa」はそれまでのイヴェッチの楽曲の中で最大のヒットとなり、大量にラジオ放送された。結局、「Festa」は2001年ブラジルで最もヒットした楽曲となった。
2002年、イヴェッチは4枚目のアルバム『Se Eu Não te Amasse Tanto Assim』は、シングル・チャートの首位に輝いた同名の楽曲の名をつけたものである。このアルバムは、アメリカ合衆国の歌手、ブライアン・マックナイトとの競演曲などを収録したものであるが、イヴェッチのそれまでのアルバムほどには売れなかったものの、ヒット作品となっている。これに続いて翌2003年、イヴェッチは『Clube Carnavalesco Inocentes Em Progresso』をリリースした。このアルバムは彼女のアルバムとしては最も売り上げ数の少ないものであるが、それでもブラジルでゴールド・アルバムとなっている。

### 復活

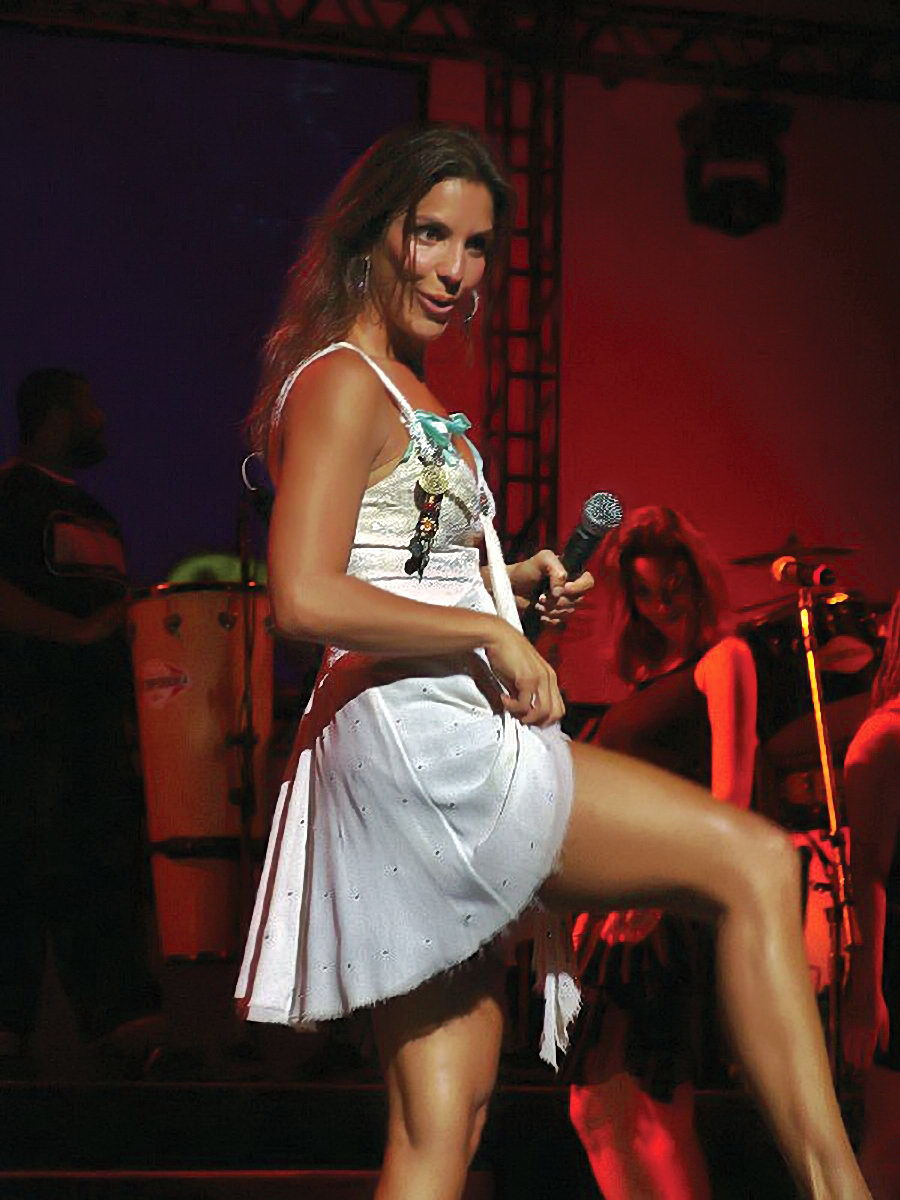
イヴェッチ・サンガロ

2004年に発売された『MTV Ao Vivo Ivete Sangalo』はライブ・アルバムで、イヴェッチ・サンガロのこれまでリリースされていなかった多くの楽曲や、バンダ・エヴァ在籍時の楽曲も収録している。このアルバムは大きな売り上げを築き上げた。特にヒットを牽引したのは収録曲の「Sorte Grande」で、人々によって「Poeira」と呼ばれた。この曲はブラジルのラジオで頻繁に放送され、アルバムはブラジルでダイヤモンド・アルバムとなり、2004年で2番目に多く売れたアルバムとなった。バイーア州サルバドールのフォンテ・ノヴァ競技場（en）で行われたコンサートを収録したDVDは、ブラジルでトリプル・ダイヤモンドに認定され、60万枚以上が売れた。この記録は、それまでのブラジルの音楽DVDの中で最大のものであり、また、2005年後半において全世界で最もよく売れた音楽DVDとなった。
2005年のアルバム『As Supernovas』は、リリース後まもなくトリプル・プラチナムとなった。このアルバムでは陽気でノリの良い楽曲は相対的に比率を下げ、ブラジルの歌手エジ・モッタ（Ed Motta）の影響を感じさせる1970年代風の楽曲もアルバムに収録された。また、ジルベルト・ジル（Gilberto Gil）のヒット曲「Soy Loco por ti America」もこのアルバムに収められた。イヴェッチによるこの楽曲のカバーは、ブラジルのテレビ局グローボのテレノベラ、「América」の主題歌として製作されたもので、ドラマの主題歌としてよく知られるようになった。シングル「Abalou」はそれまでのイヴェッチのシングル程にはヒットしなかったものの、それでもブラジルのヒット・チャートの4位につけている。また「Quando a Chuva Passar」はブラジルのヒット・チャート2位につけ、ラテン・グラミー賞にノミネートされた。
2006年12月16日、イヴェッチ・サンガロは、世界最大級の競技場であるリオ・デ・ジャネイロのマラカナン競技場でパフォーマンスを行った。この競技場ではかつてポール・マッカートニーやラッシュ、ローリング・ストーンズ、RBD、マドンナなどがパフォーマンスをおこなった。この競技場でパフォーマンスを行ったブラジル人としては2002年のサンディ&ジュニオール（Sandy & Junior）以来のことであった。このコンサートのDVDは2007年の5月に発売された。前回のDVDのタイトルは『MTV Ao Vivo』であり、今回のDVDのタイトルは『Multishow Ao Vivo』であった。
2005年、エイボン・プロダクツ社は、イヴェッチ・サンガロの香水Extraordinaryを発売した。この香水はフローラル系の香りのものである。
イヴェッチは目下のところブラジルで最も有名な女性歌手であり、また最も裕福なブラジル人芸能人の一人となっている。彼女は自分のプライベート・ジェット機も所有している。常に同時に複数の仕事を持ち、多くの利益をあげている。O Globo紙によると、イヴェッチは1回のコンサートに24万レアルおよびチケットの売り上げの一部を求め、最終的に35万レアルが支払われる。彼女はブラジルのソロ歌手としては、5本の指に入る高額な報酬を得ている（最も高額なのはロベルト・カルロスで、その報酬は70万レアルにのぼるという）。コパカバーナ海岸で行われるOmoの無料コンサートや、大晦日のコンサートなと特別なものでは、その報酬は200万レアルにまで跳ね上がる。副業であるトリオ・エレクトリコ（Trio elétrico）や、サルバドールのカーニバル（カルナヴァウ）のアバダー（Abadá）からもまたエイボンやパナソニックなど宣伝同様に、多くの利益を上げている。
これまでで最大のヒットとなったシングル曲は「Festa」および「Sorte Grande」（Poeira）である。
イヴェッチの存在によって、彼女の所属するユニバーサル・レコード社もまたブラジルで最も利益を挙げるレコード会社の地位を取り戻した。それまでこの地位はソニーBMGによって奪われた状態にあった。イヴェッチのマラカナン競技場でのライブDVDは55万5千枚以上が売れ、2007において、ブラジル最も売れたの音楽DVD、またユニバーサル・レコード社からの作品として全世界で最もよく売れた音楽DVDとなった。
2009年初めに妊娠して、同年10月2日に男の子を出産した。父親は当時付き合っていた栄養士のダニエール・カジ（Daniel Cady）（当時24歳）である。出産後、ダニエールはイヴェッチと赤ちゃんと共にイヴェッチが所有するサルバドールにあるマンションに同居することになった。

### 論争
イヴェッチ・サンガロは、Live Earthのリオ・デ・ジャネイロで行われたコンサートへの出演を拒否したと伝えられている。これは、アメリカ合衆国に対する批判からのものであった。イヴェッチがこの参加を拒んだ理由として、地球の環境汚染の最大の原因となっている国のひとつであるアメリカ合衆国が、このようなイベントを組織することに対する反発があったといわれている。イヴェッチは、もしこのイベントがブラジル人によって組織されたものであったならば参加したであろうとされている。しかし、イヴェッチのマネージャ陣はこの説を否定し、イベントに参加しなかったのは単にイベントのプロデューサとの合意に達しなかったからであるとした。

## ディスコグラフィー

### バンダ・エヴァ在籍時（1993年-1998年）
| アルバム          | 年     | 売上げ枚数 |
| ----------------- | ------ | ---------- |
| Banda Eva         | 1993年 | 100.000    |
| Pra Abalar        | 1994年 | 100,000    |
| Hora H            | 1995年 | 120,000    |
| Beleza Rara       | 1996年 | 400,000    |
| Banda Eva ao Vivo | 1997年 | 1,200,000  |
| Eva, Você e Eu    | 1998年 | 500,000    |

### ソロ歌手として（1999年-）
| アルバム                                  | 年     | 売上げ枚数 |
| ----------------------------------------- | ------ | ---------- |
| Ivete Sangalo                             | 1999年 | 600,000    |
| Beat Beleza                               | 2000年 | 240,000    |
| Festa                                     | 2001年 | 450,000    |
| Se Eu Não Te Amasse Tanto Assim           | 2002年 | 100,000    |
| Clube Carnavalesco Inocentes em Progresso | 2003年 | 200,000    |
| MTV Ao Vivo - Ivete Sangalo               | 2004年 | 1,250,000  |
| As Super Novas                            | 2005年 | 500,000    |
| Novo Millennium                           | 2005年 | -          |
| O melhor de Ivete Sangalo                 | 2006年 | 100,000    |
| Multishow ao vivo: Ivete no Maracanã      | 2007年 | 250,000    |

### シングル
| 年    | シングル                                           | チャート順位 |
| 年    | シングル                                           | Hot100Brasil |
| ----- | -------------------------------------------------- | ------------ |
| 1999  | "De Ladinho"                                       | 2            |
| 1999  | "Carro Velho"                                      | 1            |
| 1999  | "Canibal"                                          | 7            |
| 2000  | "Se Eu Não Te Amasse Tanto Assim"                  | 1            |
| 2001  | "A Lua Q Eu T Dei"                                 | 4            |
| 2001  | "Back at One" (duet with ブライアン・マックナイト) | 3            |
| 2001  | "Empurra-Empurra"                                  | 14           |
| 2001  | "Bug, Bug, Bye, Bye"                               | 11           |
| 2001  | "Pererê"                                           | 8            |
| 2001  | "Festa"                                            | 1            |
| 2002  | "Astral"                                           | 59           |
| 2002  | "Penso"                                            | 2            |
| 2004  | "Sorte Grande"                                     | 4            |
| 2004  | "Faz Tempo"                                        | 2            |
| 2004  | "Flor Do Reggae"                                   | 1            |
| 2004  | "Céu Da Boca" (featuring ジルベルト・ジル)         | 2            |
| 2005  | "Como Tu" (duet with マルガリチ・メネーゼス)       | 30           |
| 2005  | "Soy Loco por Ti, America"                         | 29           |
| 2005  | "Abalou"                                           | 1            |
| 2006  | "A Galera"                                         | 6            |
| 2006  | "Quando A Chuva Passar"                            | 2            |
| 2006  | "Berimbau Metalizado"                              | 1            |
| 2006  | "Completo"                                         | 1            |
| 2007  | "Deixo"                                            | 1(5 weeks)   |
| 2007  | "Não Precisa Mudar"                                | 48           |
| Total | Number-one hits                                    | 10'          |